# 滹沱河
滹沱河，古又作虖池或滹池，是海河水系的主要河流之一。
滹沱河发源于山西繁峙县泰戏山下，向东流至河北献县与滏阳河汇合处的“献县枢纽”，其下为子牙河。从发源地到献县枢纽全长685公里（一说588km），其中山西境内319公里。滹沱河流域面积约2.5816万平方公里，其中山西境内1.8856万平方公里。每年流入河北省境内11.83亿立方米。是石家庄的主要水源地。

## 概述
滹沱河的主要支流有阳武河、云中河、牧马河、同河、清水河、南坪河、冶河等，呈羽状排列，主要集中在黄壁庄镇以上。流域内地势自西向东呈阶梯状倾斜，西部地处山西高原（黃土高原之一部）东缘山地和盆地，地势高，黄土分布较厚；中部为太行山背斜形成的山地，富煤矿；东部为平原。流域内天然植被稀少，水土流失较重。流经山区、山地和丘陵的面积约占全流域面积的86%，河流总落差达1800余米。
瑶池以上为上游，沿五台山向西南流淌于带状盆地中，河槽宽自一二百米至千米不等，水流缓慢。
瑶池至黄壁庄为中游，流经太行山区，河谷深切，呈“V”形谷，宽度均在200米以下，落差大，水流湍急。中游筑有岗南水库与黄壁庄水库。岗南水库库容15.71亿m3，防洪标准高（5000年一遇），工程质量好，设计敞泄水位203m，承担滹沱河干流洪水的缓洪错峰。黄壁庄水库位于岗南水库下游28km，为病险水库，防洪标准千年一遇，承担支流冶河洪水控制，泄流量不超过3300m3/s（相当于50年一遇），设计敞泄水位124m（1963年坝顶高程），下游河道设计流量3300m3/s。
黄壁庄水库以下为下游，河道长200km，其中石家庄市境内长109公里。流经平原，河道宽广，最宽可达6000米，水流缓慢，泥沙淤积，为典型的游荡性河道，河槽宽浅，主槽散乱，主流摇摆不定，流速较大，冲淤变化剧烈，遇洪水易泛滥成灾。渐成地上河或半地上河。两岸筑有堤防。北大堤起于无极县东罗尚村南，止于献县枢纽(与滏阳河和滏阳新河汇流入子牙河)，长101.1km，为国家I级堤防；南大堤起于深泽县西三村北，止于武强县庞町，长82.6km，为国家III级堤防。南北大堤为1967-1970年建成。河道按50年一遇标准设计，滩地行洪，确保北大堤，设计流量3300m3/s。深水河槽按5年一遇设计，设计流量400m3/s。“96·8”大洪水后，南、北大堤均按III级堤防上延至京广铁路桥，分别叫北堤、南堤，上延的南、北堤之间的距离一般都在4-5km，这样，即保护了两岸良田不受洪水淹没，又保持了该段滹沱河的容蓄能力。
滹沱河在黄壁庄水库以下流域曾常年处于干涸断流状态。从黄壁庄水库有石津总干渠、灵正渠、计三渠等农业灌溉引水渠。
2010年之后，随着石家庄市对城区内滹沱河沿岸地区进行开发，滹沱河在流经石家庄市区一段恢复了常年有水的状态，并建立了滹沱河城市森林公园。但在流经市区后的其他下游地区，除上游两座水库每年雨季放水时以外，依旧长期断流。2015年开始实施《石家庄市滹沱河下游污染综合治理实施方案》，2017年初石家庄市滹沱河下游污染综合治理工程主体已完成，沿线水质达到地表V类水指标。自2018年以来，滹沱河连续生态补水四年，累计补水14.3亿立方米，河道沿线两侧10公里范围内，地下水位回升0.54米。2021年6月7日，水利部、河北省联合启动滹沱河、大清河（白洋淀）生态补水工作，自正定县西柏棠乡新村南水北调中线总干渠滹沱河退水闸开始以每秒20立方米向滹沱河补水，同时黄壁庄水库也以每秒20立方米向滹沱河补水，在献县枢纽主槽进洪闸以每秒5立方米的流量流入子牙新河，最终至南运河周官屯闸，全长251公里。其中新增补水河段自献县枢纽开始，经子牙河至西河闸枢纽，全长160公里。

## 献县泛区
1963年海河全流域千年一遇特大洪水后，中国共产党主席毛泽东提出“一定要根治海河”。从1963年入冬到1973年历经十年全民治河的水利大会战，基本上彻底解决了华北平原的海河洪患。建在献县西部的临河乡、张村乡、小平王乡3个乡，以及饶阳县东部的合方乡、留楚乡，武强县的沙洼乡的献县泛区（献县蓄滞洪区），总面积331.4km2，设计库容6.64亿m3。泛区圩堤100km，内部行政村106个。其中，泛区的献县范围内173.25km2，53个村庄，6.87万人，耕地16.752万亩。该地域内原有献县48个自然村庄，故旧称“献县四十八村”。
滹沱河在饶阳县大齐村进入献县泛区。
1959年开挖的“滹沱河行洪道”，为为下游河道的人工深水河槽，设计流量为400 m³/s，是平时的泄水河道。当黄壁庄水库泄水量大于400 m³/s，献县泛区便自动滞洪。北大堤（滹沱河北大堤和子牙新河北大堤）是国家一级堤防，历次行洪滞洪必保；而南大堤（留楚排干）是可以破堤滞洪。

## 延伸阅读
[在维基数据编辑]
 《欽定古今圖書集成·方輿彙編·山川典·滹沱河部》，出自陈梦雷《古今圖書集成》